# Falkenhain
Falkenhain is een dorp in de gemeente Lossatal in het noordoosten van de Landkreis Leipzig, dat in de Duitse deelstaat Saksen ligt.

## Geografie
Falkenhain ligt aan de westrand van de Dahlener Heide, ongeveer tien kilometer ten oostnoordoosten van Wurzen. Door het zuiden van de voormalige gemeente verloopt de Bundesstraße 6 en de spoorlijn Leipzig – Dresden. Door het gebied stroomt ook de Lossa.

## Geschiedenis

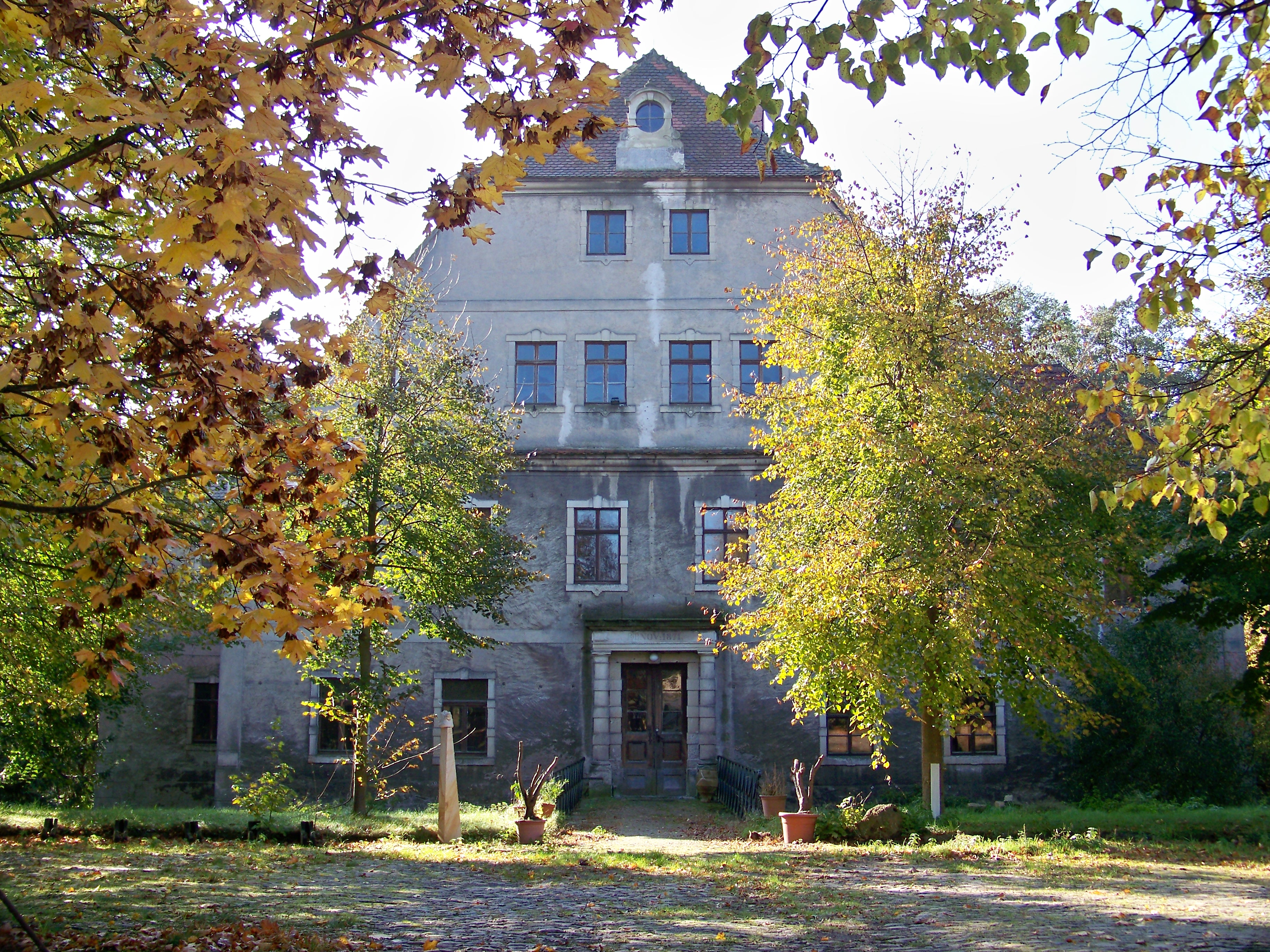
Slot Falkenhain

Twee grafvelden uit de bronstijd bij Frauwalde zijn getuige van een vroege kolonisatie van de omgeving. Falkenhain werd in het jaar 1198 in de oprichtingsoorkonde bij de inwijding van de kerk in Sitzenroda voor het eerst genoemd.
Het dorp gold lange tijd als hoofdzetel van het adelsgeslacht Falkenhayn.
Frauwalde werd op 1 juli en Heyda op 1 december 1972 in de gemeente Falkenhain opgenomen. Op 1 april 1997 werden Dornreichenbach en Kühnitzsch geannexeerd. Op 1 januari 1999 kwamen Thammenhain en Meltewitz daarbij.
Op 1 januari 2012 werd de tot dan zelfstandige verwaltungsgemeinschaftsvrije gemeente Falkenhain opgenomen in de gemeente Lossatal. De gemeente Falkenhain telde 3.727 inwoners op 31 december 2010.